# Taysir Abu Saada
Taysir Abu Saada (nacido en 1951 en la Franja de Gaza) es un antiguo miembro de la OLP y el fundador del Ministerio cristiano "Hope For Ishmael" Después se convirtió al cristianismo. Él era chofer personal de Yasser Arafat.
Finalmente se trasladó a los Estados Unidos